# Sarcolema
Sarcolema ou Miolema é o nome que se dá à membrana plasmática das células do tecido muscular estriado. O sarcolema envolve o sarcoplasma, que é o citoplasma da célula muscular, e tem capacidade de estender-se. É um revestimento constituído por uma fina camada de material de polissacarídeo que contém numerosas fibras de colágeno finas. 
Em cada extremidade da fibra muscular, esta camada de superfície dos fusíveis sarcolema com uma fibra de tendão, e as fibras do tendão, por sua vez recolhem em feixes para formar os tendões musculares que, em seguida, inserir em ossos. A membrana é configurada para receber e conduzir estímulos.

## Distúrbios associados
Alterações na estabilidade da membrana sarcolema e sistema de reparação pode levar a distrofia muscular. O mecanismo de um tipo de distrofia muscular, por exemplo, é a ausência de distrofina funcional (quando o sarcolema não está ligado ao citoesqueleto). 
Assim, durante a contração do músculo, o sarcolema não está sincronizado com o interior da célula. O sarcolema frouxo permite que os canais de cálcio de membrana abram aumentando os íons de cálcio no interior da célula e provocando a ativação da calpaína, enzima proteolítica que digere proteínas, incluindo as proteínas contráteis do próprio músculo, tornando-o mais fraco e vulnerável.

## Organelas relacionadas
O sarcolema invagina para o citoplasma da célula muscular, formando túbulos membranosas chamados túbulos transversais (túbulos T). Terminal de cisternas é o alargamento do retículo endoplasmático liso das células musculares em ambos os lados dos túbulos transversais. A tríade de túbulos transversais cercados por dois retículos endoplasmáticos lisos transmitem a permeabilidade da membrana alterada para baixo dos túbulos. Os núcleos ficam apenas ao lado do sarcolema, na periferia da fibra.